# Umbonia reducta
Umbonia reducta är en insektsart som beskrevs av Walker. Umbonia reducta ingår i släktet Umbonia och familjen hornstritar. Inga underarter finns listade i Catalogue of Life.